# Archaeocursor

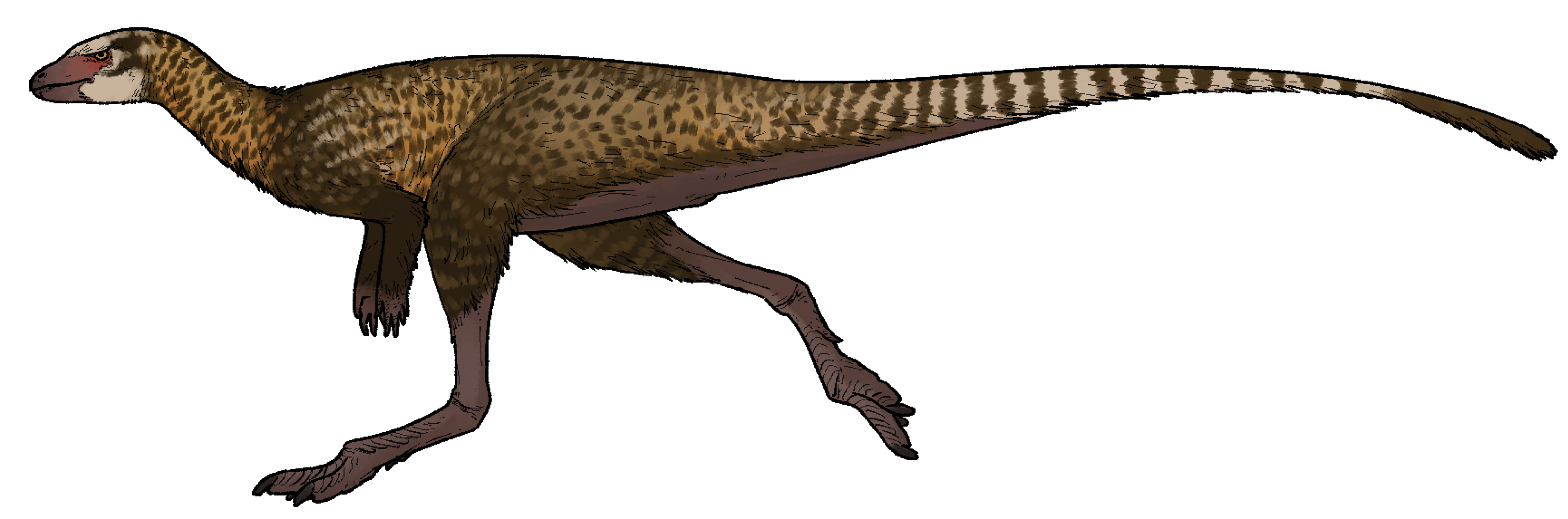
Archaeocursor asiaticus

Archaeocursor is een geslacht van plantenetende ornithischische dinosauriërs dat tijdens de vroege Jura leefde in het gebied van het huidige China. De enige benoemde soort is Archaeocursor asiaticus.

## Vondst en naamgeving
In 2022 werd door het Southeast Sichuan Geological Team nabij het metrostation van Congyansi in het Chongqing Central Park in het district Yubei van het stadsdistrict Chongqing in Sichuan een dijbeen van een dinosauriër gevonden. De vondst werd gedaan door Wang Qingdong en Hu Qiang welke ook het fossiel prepareerden. Het werd bestudeerd door middel van een CAT-scan. De vondst werd in 2024 gemeld in de wetenschappelijke literatuur.

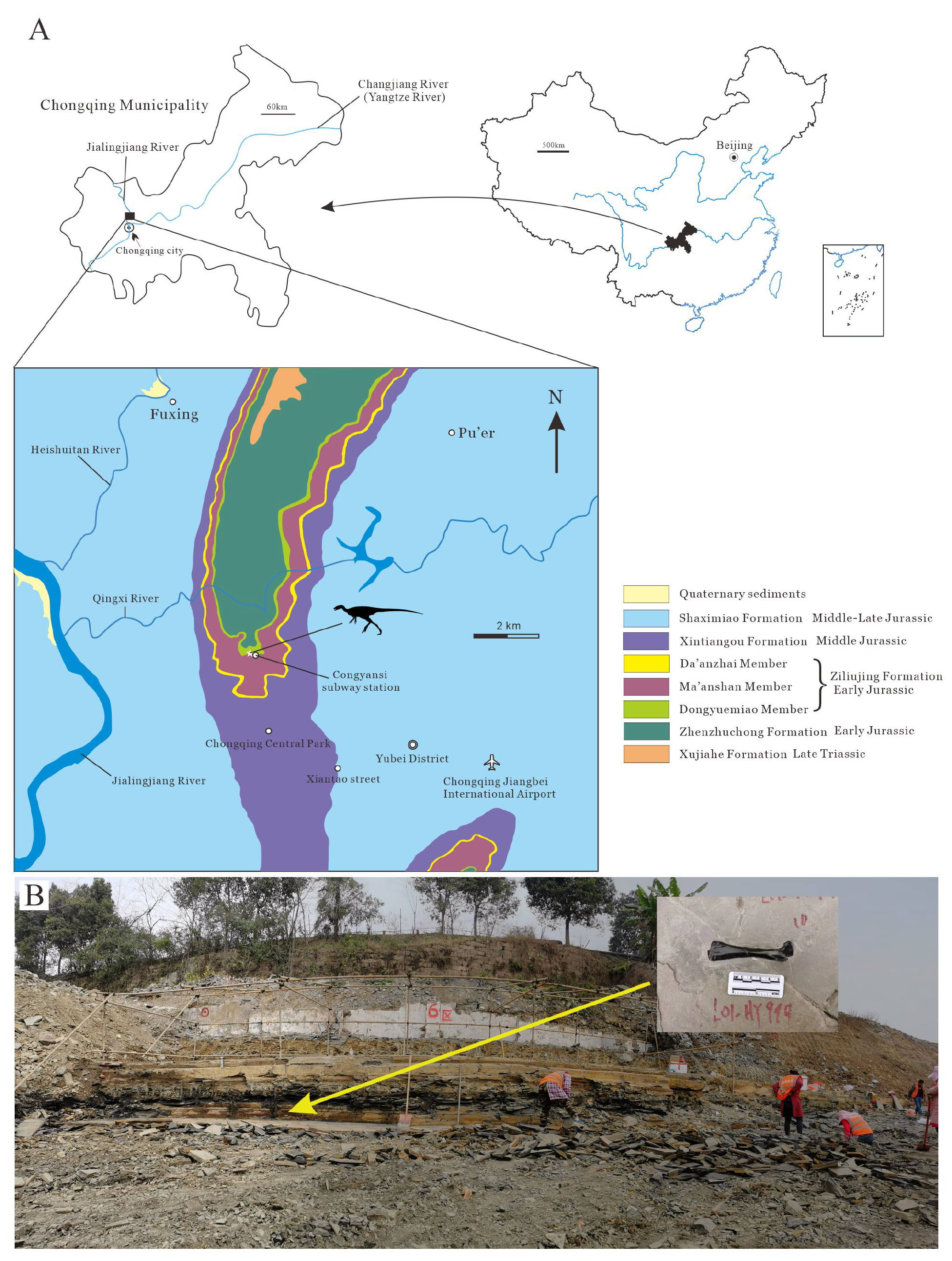
De vindplaats

In 2024 werd de typesoort Archaeocursor asiaticus benoemd en beschreven door Yao Xi, Zhao Qi, Ren Tingcong, Wei Guangbiao en Xu Xing. De geslachtsnaam is afgeleid van het Grieks archaios, "oeroud", en het Latijn cursor, "renner". De soortaanduiding betekent "de Aziatische" in het Latijn.
Het holotype, L01-HY999, is gevonden in de Dongyuemiao-afzetting van de Ziliujingformatie die dateert uit het late Sinemurien-Pliensbachien. Het bestaat uit een linkerdijbeen van een jongvolwassen dier dat wellicht nog niet volgroeid was. Dit werd geconcludeerd op basis van de groeiringen.

## Beschrijving

### Grootte en onderscheidende kenmerken

Archaeocursor in grootte vergeleken met een mens

Het dijbeen heeft een lengte van drieënnegentig millimeter. Dat wijst op een totale lengte van het individu van het holotype van ongeveer één meter.
De beschrijvers stelden enkele onderscheidende kenmerken vast. Vier daarvan zijn autapomorfieën, unieke afgeleide eigenschappen. Het bovenvlak van het dijbeen draagt een richel die schuin van voren en buiten naar binnen en achteren loopt. De trochanter major is van voor naar achter verbreed tot dezelfde breedte als de dijbeenkop maar blijft korter dan de trochanter anterior. Het voorvlak van de binnenste onderste gewrichtsknobbel is delicaat uitgehold in plaats van glad, overlopend in een inzinking op de binnenzijde. De buitenste onderste gewrichtsknobbel beslaat twee derden van de breedte overdwars van het onderste uiteinde van het dijbeen, in plaats van de helft.
Verder is er een unieke combinatie van twee kenmerken die op zich niet uniek zijn. De buitenste onderste gewrichtsknobbel is opvallend naar binnen ingesprongen, een kenmerk gedeeld met Laquintasaura venezuelae en Yuxisaurus kopchicki. De voorste groeve tussen de onderste gewrichtsknobbels is van onderen zichtbaar, gedeeld met Scelidosaurus harrisonii.

### Skelet

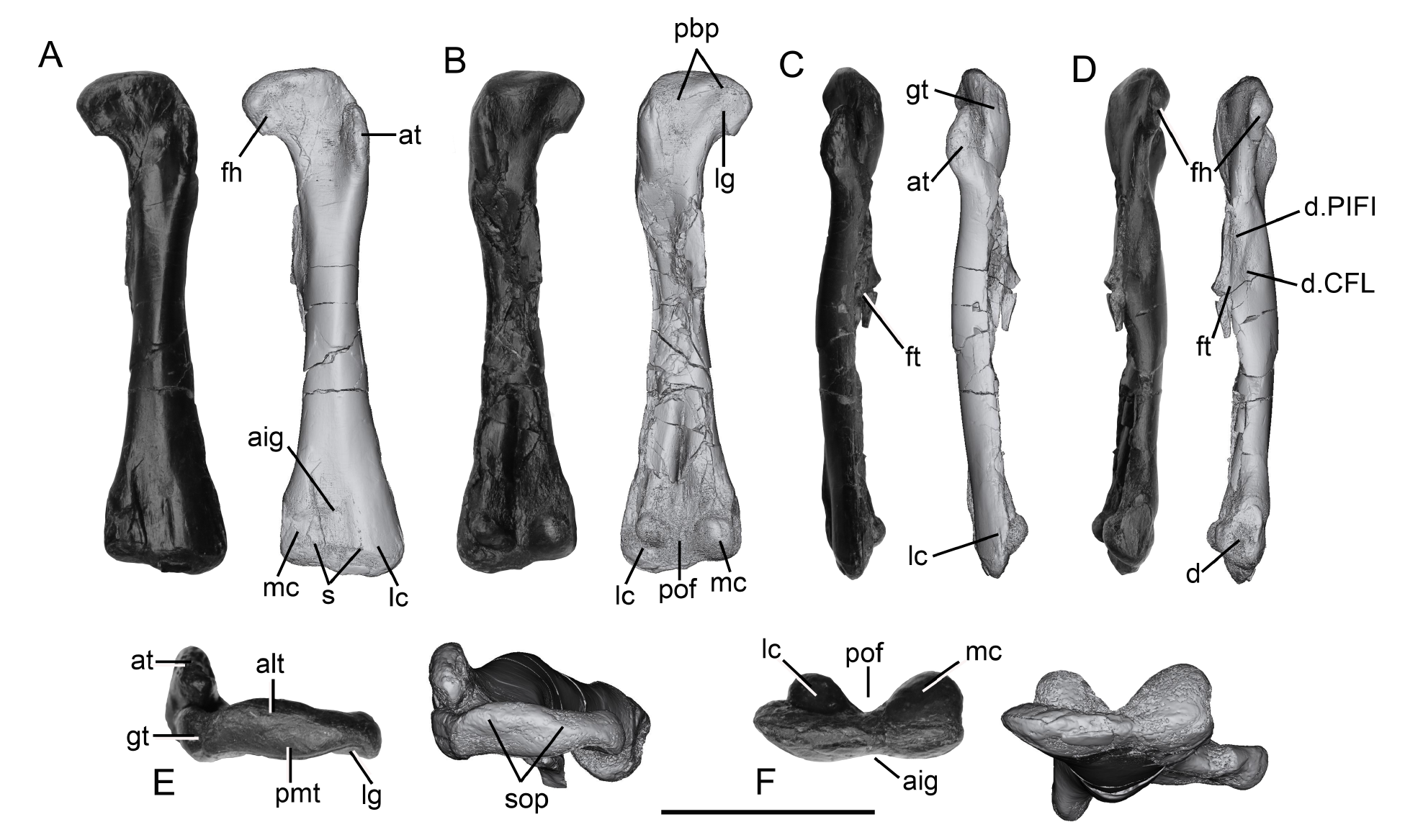
Het holotype in vier aanzichten, steeds met een CAT-scan erbij

Dat Archaeocursor tot de Ornithischia behoort, en niet een of andere kleine tweevoetige theropode is, blijkt uit de vleugelvormige trochanter anterior, de voorste bovenste beenstijl, en een plaatvormige vierde trochanter, het uitsteeksel aan de achterkant dat de pees voor de grote retractorspier van de achterpoot ondersteunt.
Het dijbeen is recht in vooraanzicht, maar licht naar voren gebogen in zijaanzicht, een combinatie typisch voor vroege ornithischiërs. De dijbeenkop is vooraan 20° naar binnen gedraaid ten opzichte van de onderzijde, net als bij Eocursor, maar afwijkend van soorten als Lesothosaurus waar kop en onderzijde in hetzelfde vlak liggen. Dat op het bovenvlak een richel ligt, is nogal afwijkend want een groeve overdwars is normaal voor Dinosauria. De bovenzijde is van voor naar achter meer afgeplat ten opzichte van andere vroege Ornithischia. De in zijaanzicht brede trochanter major, de grote beenstijl van de buitenste bovenste zijkant, even breed als de kop, komt overeen met Scelidosaurus harrisonii en Sanxiasaurus modaoxiensis, maar wijkt af van Lesothosaurus diagnosticus, Eocursor parvus en Scutellosaurus lawleri. De vingervormige trochanter anterior is lager dan de bovenrand van de trochanter major, maar blijft hoger dan de onderrand van de dijbeenkop, zoals bij veel vroege Ornithischia. In vooraanzicht ligt de trochanter anterior in hetzelfde vlak als de trochanter major in plaats van dat die laatste naar binnen helt. Beide zijn gescheiden door een groeve. In zijaanzicht is de trochanter anterior breder dan de trochanter major, net als bij Lesothosaurus en Eocursor; bij alle andere Ornithischia is het andersom. De schacht is slank. De vierde trochanter is goed ontwikkeld en vermoedelijk afhangend, lijkend op de toestand bij afgeleide Euornithopoda.
De buitenste onderste gewrichtsknobbel staat schuin en is eirond, aan de binnenzijde en bovenkant opvallend ingesprongen ten opzichte van de buitenzijde en onderrand net als bij Laquintasaura. De trog boven de wijd uiteenstaande knobbels aan de achterzijde loopt hoog uit tot over een kwart van de schachtlengte, een basaal kenmerk gedeeld met verschillende Silesauridae. De trog is diep en verbreedt zich naar boven toe. In onderaanzicht steken beide gewrichtsknobbels even ver naar achteren uit, een basaal kenmerk. Ze steken ook schuin uit en dat is zeldzamer, maar gedeeld met Eocursor.

## Fylogenie

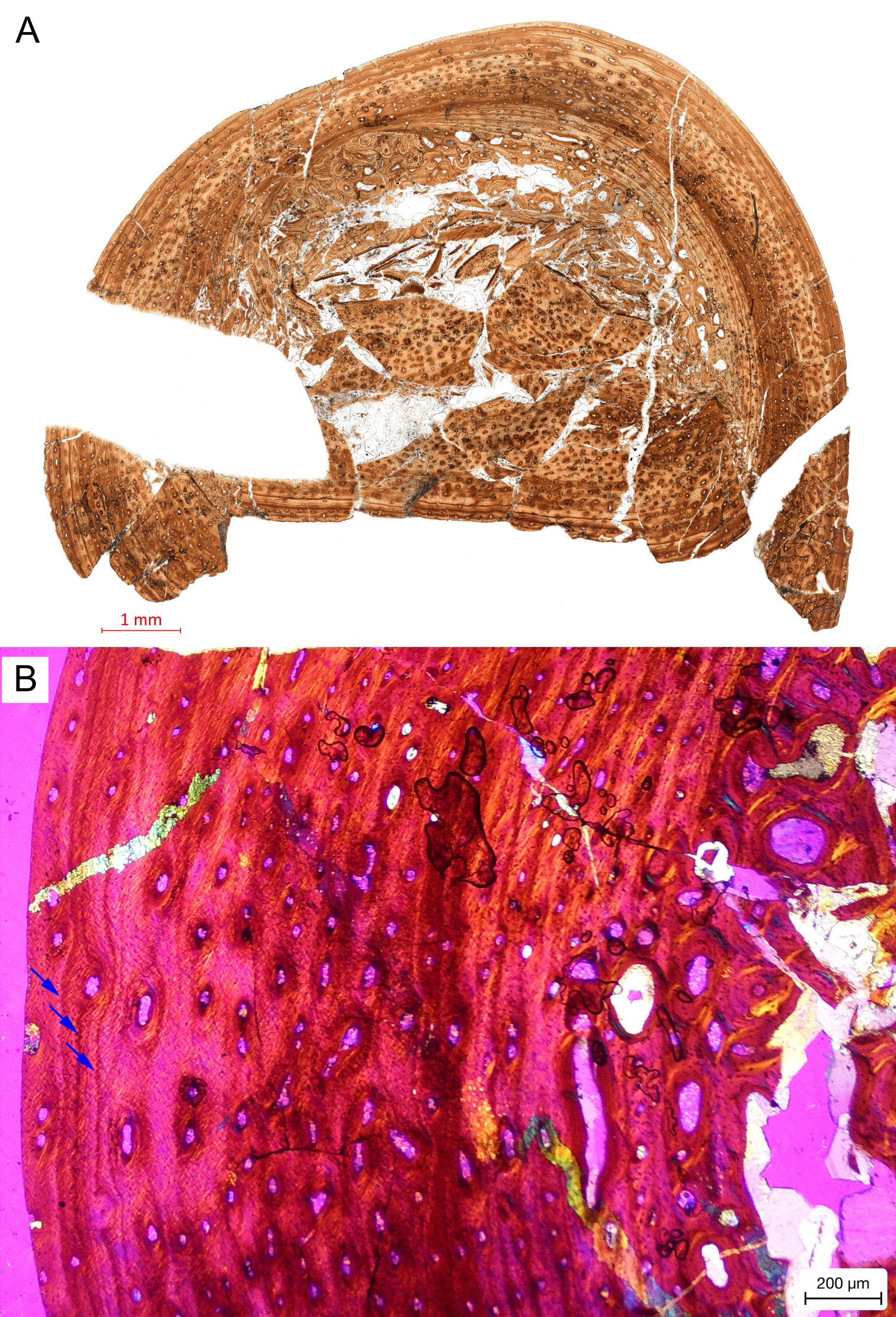
De groeiringen

Archaeocursor werd zeer basaal in de Ornithischia geplaatst, als zustersoort van Eocursor. In dat geval is hij het oudste bekende Aziatische lid van de Ornithischia, ouder nog dan Yuxisaurus. Verder zijn er geen ornithischiërs bekend uit de vroege Jura van Azië. Hij is een aanwijzing dat de Ornithischia al tijdens het Sinemurien van Gondwana uit Azië bereikten.
Het volgende cladogram toont de positie in de evolutionaire stamboom.
|  | Archaeocursor |
|  |               |
|  | Eocursor      |
|  |               |

|  | Thyreophora    |
|  |                |
|  | Neornithischia |
|  |                |

|  | Archaeocursor |
|  |               |
|  | Eocursor      |
|  |               |

|  | Thyreophora    |
|  |                |
|  | Neornithischia |
|  |                |

|  | Archaeocursor |
|  |               |
|  | Eocursor      |
|  |               |

|  | Thyreophora    |
|  |                |
|  | Neornithischia |
|  |                |

|  | Archaeocursor |
|  |               |
|  | Eocursor      |
|  |               |

|  | Thyreophora    |
|  |                |
|  | Neornithischia |
|  |                |

|  | Archaeocursor |
|  |               |
|  | Eocursor      |
|  |               |

|  | Thyreophora    |
|  |                |
|  | Neornithischia |
|  |                |

|  | Archaeocursor |
|  |               |
|  | Eocursor      |
|  |               |

|  | Thyreophora    |
|  |                |
|  | Neornithischia |
|  |                |

|  | Archaeocursor |
|  |               |
|  | Eocursor      |
|  |               |

|  | Thyreophora    |
|  |                |
|  | Neornithischia |
|  |                |

|  | Archaeocursor |
|  |               |
|  | Eocursor      |
|  |               |

|  | Thyreophora    |
|  |                |
|  | Neornithischia |
|  |                |